# Lynchia schoutedeni
Lynchia schoutedeni är en tvåvingeart som beskrevs av Joseph Charles Bequaert 1945. Lynchia schoutedeni ingår i släktet Lynchia och familjen lusflugor.
Artens utbredningsområde är Kongo. Inga underarter finns listade i Catalogue of Life.